# Fritz Anders (Genetiker)
Fritz Anders (* 22. November 1919 in Berlin; † 21. Dezember 1999 in Gießen) war ein deutscher Genetiker und Molekularbiologe. Er war Professor an der Universität Gießen.

## Leben
Anders wuchs in Wentdorf auf und studierte nach Wehrdienst im Zweiten Weltkrieg und sowjetischer Kriegsgefangenschaft von 1943 bis 1948 zunächst ab 1949 Pädagogik in Potsdam und danach Biologie an der Universität Mainz, an der er 1954 promoviert wurde. Seine Dissertation war über die Geschlechtsbestimmung durch mehrere Gene bei niederen Tieren. Im selben Jahr heiratete er die Genetikerin Annerose Anders. Nach der Promotion war er an der Rebenzüchtungsanstalt Geilweilerhof, an der er sich mit Pflanzentumoren befasste. Er habilitierte sich über das gleiche Thema in Saarbrücken. 1964 wurde er Professor in Gießen, wo er das Genetische Institut gründete und leitete. 1988 wurde er emeritiert.
Er befasste sich mit Tumorgenetik und war darin in Deutschland einer der Pioniere. Er begann damit durch Kreuzungsexperimente mit Fischen, von denen eine Linie Hautkrebs weitergab, woran schon Myron Gordon aus New York geforscht hatte. Anders konnte die Existenz von Onkogenen und Tumorsuppressor-Genen, die den Onkogenen entgegenwirkten, nachweisen. Er arbeitete dabei mit seiner Ehefrau Annerose Anders zusammen und benutzte Zahnkarpfen als Versuchstiere. 1977 schlug er vor, dass auch bei einigen menschlichen Tumoren der Krebs durch Verlust oder Beeinträchtigung von Suppressor-Genen hervorgerufen wird. 1989 stellte er einen evolutionären Stammbaum von Krebsgenen vor. Er charakterisierte verschiedene Krebsgene und testete dabei verschiedene Karzinogene. 1999 entdeckte er eine neue Art von genetischen Ursachen für Krebs, die er als paragenetisch bezeichnete, da sie nicht auf klassische Weise vererbt wurden (sie entsprechen Retrotransposonen).
1987 wurde er Mitglied der Leopoldina. Die Gesellschaft für Genetik vergibt ihm zu Ehren den Fritz-Anders-Preis für Studenten der Genetik.

## Schriften
- A Biologist's View of Human Cancer, Dr Mildred Scheel Memorial Lecture, in Neth, Gallo u. a. Modern trends in human leukemia VIII, Springer 1989, S. 23–45
- mit A. Anders: Etiology of cancer as studied in the platyfish-swordtail system, Biochim. Biophys. Acta, Band 516, 1978, S. 61–95
- mit J. Roushdy, J. Michel, H. Petry, A. Anders: Paragenetic suppressors of suppressor genes – a new class of oncodeterminants, J. Cancer Res. Clin. Oncol., Band 125, 1999, S. 123–133
- Tumor formation in platyfish-swordtail hybrids as a problem of gene regulation, Experientia, 23, 1967, S. 1–10